# Bohuslavice (ort i Tjeckien, lat 50,31, long 16,09)
Bohuslavice är en ort i Tjeckien. Den ligger i den nordöstra delen av landet, 120 km öster om huvudstaden Prag. Bohuslavice ligger 285 meter över havet och antalet invånare är 972.
Terrängen runt Bohuslavice är platt åt sydväst, men åt nordost är den kuperad.Runt Bohuslavice är det ganska glesbefolkat, med 43 invånare per kvadratkilometer. Närmaste större samhälle är Náchod, 12,7 km norr om Bohuslavice. Trakten runt Bohuslavice består till största delen av jordbruksmark.